# Johannes Meintjes
Johannes Meintjes (Riversdal, 19 mei 1923 - Molteno, 7 juli 1980) was een Zuid-Afrikaanse kunstschilder en schrijver.

## Inleiding
Meintjes is al vóór zijn 22e verjaardag bekend geworden en werd al vroeg bewierookt. In een recensie van John Coetzee's The Message in 1990 schrijft Marina le Roux van Johannes Meintjes dat hij “byna die ideale bibliotekaris: kundige vakman, kunstenaar, onvermoeide navorser en onderhoudende skrywer, veral oor die Suid-Afrikaanse geskiedenis” was. Maar het was vooral als kunstschilder dat hij zich als vroeg grote bekendheid verwierf. Volgens kunstkenner en schrijver Esmé Berman was zo iets ongekend in de Zuid-Afrikaanse cultuurgeschiedenis. Vanwege zijn uiterlijk en zijn non-conformisme wordt hij soms beschreven als “De James Dean van Molteno”.
Helena Theron, ook in Die Burger, zegt over hem dat hij “merkwaardig” was zowel als kunstenaar en als letterkundige. Hoewel hij niet in één adem genoemd wordt met Stern, Laubser of Pierneef, wordt hij beslist beschouwd als een van de voornaamste Zuid-Afrikaanse schilders van de 20e eeuw. De hoogste prijs die een schilderij van Meintjes tot dusver op een veiling behaald heeft, was R668.400,- voor zijn Swazi Landscape op een veiling door Strauss & Co in het Vineyard-hotel, Kaapstad, vroeg in Oktober 2012.

## Kinderjaren
Johannes Meintjes is al op vroege leeftijd begonnen met schilderen, waarschijnlijk al tijdens de eerste vijf zorgeloze jaren op de boerderij van zijn familie, Grootzeekoegat, in het district Molteno in het noordoosten van Kaapland. Hier was zijn vader
Ernest Frederick Meintjes (1893 - 1928), schaapboer. Als hij niet met zijn tekeningen bezig was ging hij samen met zijn vader het veld in, speelde hij in de schaapskooien of reed hij paard met zijn vader. Zijn moeder, Valerie Keyter, stamt uit een van de beste families van West-Kaapland en is een nazaat van de bekende ds. Meent Borcherds, die aanvankelijk van 1785 tot 1786 de voorganger van de NG-gemeente Kaapstad en vanaf 1786 leraar op Stellenbosch was. Van vaderskant bevond het voorgeslacht van Meintjes zich reeds bijna drie en een halve eeuw in Zuid-Afrika.
Meintjes' vader is plotseling op 35-jarige leeftijd overleden. Mev. Meintjes is met haar vier kinderen teruggegaan naar Riversdal, waar zij vandaan kwam en waar Johannes ook vijf jaar eerder geboren was. Hier bleef hij tot zijn vijftiende Op Riversdal verdiepte hij zich steeds meer in teken- en schilderwerk, vooral in de studie van mensen.
De bejaarde kunstschilder Jan Volschenk leefde toen nog (hij is in 1936 overleden) en de jonge knaap loerde vaak in het atelier van de oude baas met zijn spierwitte kop naar binnen. Johannes zat graag naar hem en zijn landschappen te kijken, maar Volschenk overleed toen Johannes nog erg jong was. “Mijn eigen werk heb ik aan iedereen laten zien die ernaar wou kijken” vertelde Meintjes in 1963 aan het tijdschrift Lantern. 
In Viljoen had hij een goede kunstdocent van wie hij veel kon leren en die hem vaak aanmoedigde. Toen hij vijftien was, begon hij met olieverf te werken, al sukkelend, en met zijn twee jongste zusjes als onwillige modellen. Mevrouw Meintjes besloot in 1938 besluit om met haar kinderen -  één zoon, drie dochters - naar Kaapstad te verhuizen. Hier veranderde het leven van de jonge Johannes ingrijpend. Kaapstad zou ook jaren daarna zijn woonplek blijven.
Mnr. H.A. Rust, later de Zuid-Afrikaanse ambassadeur in Nederland, was destijds  het hoofd van de Hoërskool Jan van Riebeeck; hij regelde dat Meintjes kunst als schoolvak kon nemen. Het handjevol scholieren aan wie deze toestemming gegeven werd, hebben kunstlessen gekregen van Florence Zerffi in haar atelier in Wynberg. Zij was een kunstenares van naam, weduwe van de briljante impressionist Strat Caldecott, en een erg bekwame maar strenge onderwijzeres.

## Invloed van Maggie Laubser
Meintjes vertelt in hetzelfde vraaggesprek met Lantern van zijn ontdekking van Irma Stern en Maggie Laubser: “Instinktief het ek geweet dat dit die rigting was waarin ek moes werk. Irma Stern se kleurgevoel en Maggie Laubser se komposisie het ’n nuwe wêreld vir my oopgesluit - die Ekspressionisme, waarvan ek toe nog maar min geweet het. Ek het geleer hoe om met olieverf te werk en een na die ander doek voltooi - wild en koorsig. Zerffi het haar bes gedoen om my in toom te hou en te dissiplineer. Aan haar kritiek het ek soveel waarde geheg dat ek elke stuk wat sy goedgekeur het, dadelik geraam het.”
Hij voelde zich vooral aangetrokken tot het werk van Maggie Laubser. Hij was zowat 17 jaar oud toen hij een bewonderende brief aan haar gestuurd heeft. Uiteindelijk  ontmoetten zij elkaar in het huis van de kunstschilder Cecil Higgs op Stellenbosch. Dit was het begin van een grote vriendschap. Meitjes wierp zich met hart en ziel op het verwerven van erkenning van Laubser. Hij schreef veel over haar, zowel artikelen als een boek (hij was nog maar 19) en met praatjes op de radio. Meintjes verklaarde later dat daardoor mensen de verkeerde indruk gekregen hadden dat zijn werk erg door haar beïnvloed was, terwijl hij in werkelijkheid teruggegaan was naar haar bron, het Duitse expressionisme. Dit heeft hem geholpen een eigen stijl te vinden.

## Eerste jaren na school
Na zijn eindexamen middelbare school was het een probleem te bepalen wat hij wilde gaan doen. Het liefst schilderde hij alleen maar. Destijds waren goede kunstopleidingen dun gezaaid en Meintjes' vrienden rieden hem aan om zich voorlopig maar aan zijn tweede liefde, de letterkunde, te wijden. Hij ging naar de Universiteit van Kaapstad met Afrikaans-Nederlands en Engels als hoofdvakken en onderscheidde zich daar als student in de letteren.
Toch ging hij stug door met schilderen, en wel in die mate dat hij zich later afvroeg hoe hij erin geslaagd was af te studeren met een graad. Tijdens zijn studie aan de U.K. liet hij zijn werk zien aan tal van erkende kunstenaars in Kaapstad, onder wie Lippy Lipshitz, Ruth Prowse, Charles Peers, Gregoire Boonzaaier, Jean Welz, Nenne Desmond, Frieda Lock en May Hillhouse. Zerffi's invloed nam geleidelijk af. De invloed van Maggie Laubser nam juist toe, niet wat stijl en onderwerp betreft maar wel qua werkmethode. Niettemin zou hij later zeggen: “(D)ie een van wie ek die meeste geleer het, was May Hillhouse”. Hillhouse was destijds ere-secretaresse van de K-klub en Meintjes geloofde dat hij het jongste lid was dat de club ooit gehad had. Hillhouse was een aantrekkelijke, donkere vrouw met een diepgaande technische kennis van de schilderkunst. Net als in het geval van Zerffi liet het werk van Hillhouse hem koud, maar hij geloofde wel dat hij het meest van haar geleerd had. Jarenlang heeft zij ieder schilderij gezien dat hij maakte en het grondig bekritiseerd. Daarnaast leerde Meintjes van Cecil Higgs veel over 
verfhantering en de waarde van textuurwaarde.

## Naar Johannesburg
Op 20-jarige leeftijd behaalde hij een graad B.A. graad. Hij had geen zin verder te gaan met literatuurstudie, maar het was niet makkelijk zijn brood te verdienen en te schilderen. Gerrit Bakker, die boekhandel in Kaapstad dreef, besloot om zijn eigen boekhandel op te zetten in Johannesburg. Hij vroeg Meintjes om zijn assistent te worden. Dit maakte het mogelijk voor het eerst in zijn leven naar Johannesburg te gaan, waar hij belandde tussen de kunstkenners en kunstenaars van het noorden: Anton Hendriks, Elsa Dziomba, Alexis Preller, Walter Battiss en vele anderen. Sommigen van hen zijn zijn vrienden geworden, vooral Preller. De oude Gainsborough-galerij, destijds in het Lennon-gebouw in Pritchardstraat, was een ontmoetingsplaats van de avant-garde. Johannes Meintjes besprak die galerij bespreek voor zijn eerste tentoonstelling in augustus van dat jaar (1944).

## Eerste stappen als beroepsschilder
Hij verliet de boekhandel en keerde terug naar Kaapstad om zich daar voor te bereiden op een tentoonstelling. Hij was vastbesloten om zijn bestaan als beroepskunstschilder te rechtvaardigen. Zijn familie ondersteunde deze waaghalzerij, blijkbaar omdat ze beseften dat ze hem toch niet op andere gedachten konden brengen. Platzak en met zijn hele toekomst op het spel bracht hij zijn schilderijen over van Johannesburg naar Kaapstad voor de opening van zijn tentoonstelling. Hij was toen 21. De tentoonstelling werd een groot succes, baarde veel opzien en bezorgde hem bekendheid in het gehele land.
Er verschenen artikelen over zijn werk in een aantal tijdschriften en bladen en honderden belangstellenden woonden de expositie bij. Gideon Horn verwees in Die Transvaler naar hem als “’n jong kunstenaar … wat hom aan ’n mens openbaar as moontlik die belowendste onder die jongeres. Van die opvallendste kenmerke van sy werk is sy besondere beheer van kleure, sy tegniese vaardigheid, die selfstandigheid van gees wat daaruit spreek …” In Forward verklaarde Ronald Morris: “In most of his work there is the poetry, the loneliness and the longing of youth. (His) metier is . . . the vitality of life and the fantasies of the mind and the spirit.”
Er was ook afbrekende kritiek, maar Meintjes verwachtte niet anders. Gelukkig verkocht hij genoeg om bijna een jaar lang onafhankelijk te kunnen leven,

## Eigen atelier in Kaapstad
Terug in Kaapstad huurde hij een atelier van Marie Gravett, die later trouwde met de kunstenaar Gregoire Boonzaaier. Hij maakte zich gereed voor zijn eerste tentoonstelling. Meintjes zei later dat de Kaapse critici conservatiever waren dan hun collega's in Johannesburg; toch werd zijn werk goed ontvangen. Financieel was deze tentoonstelling zo succesvol dat Meintjes nu zijn grootste wens kon verwezenlijken en zijn studie overzee kon voortzetten.

## Studie overzee
De Tweede Wereldoorlog liep net ten einde en intussen was hij parttime leraar kunst aan de Hoërskool Jan van Riebeeck en S.A.C.S. Na een tweede tentoonstelling in Johannesburg tegen het einde van 1945 ging hij aan boord van de Acquitania, een troepenschip met zevenduizend man aan boord, naar Southampton. In Londen studeerde hij zo'n 18 maanden en dronk met diepe teugen van de Europese cultuur. Hij werkte gedeeltelijk voor de radio bij de B.B.C. (samen met Arnold van Wyk) om zich in leven te houden. Intussen is de belangstelling voor zijn werk steeds toegenomen en bij zijn terugkeer naar Zuid-Afrika in 1947 was de tweede tentoonstelling in Kaapstad buitengewoon succesvol.  Iedereen kon de grote vooruitgang in zijn werk zien. Er werd  dankbaarheid uitgesproken dat hij zich niet al te zeer door buitenlanders had laten beïnvloeden. Hij werd beschreven als een “pionier” in de nieuwe traditie van de Zuid-Afrikaanse schilderkunst.

## Terug in Kaapstad
In Kaapstad huurde hij een atelier in een oud huis in Kaaps-Hollandse stijl en hield verscheidene tentoonstellingen elders. Hij gaf tekenles aan de gekleurde studenten van het Kaapse Tegniese Kollege en deed heel wat omroepwerk, waaronder het eerste kunstprogramma voor de jeugd dat ooit in Zuid-Afrika uitgezonden werd.
Intussen begon hij ook met schrijven en er verschenen talrijke artikelen, essays en korte verhalen van zijn pen. Zijn eerste boek over Maggie Laubser, was al in 1944 verschenen. In 1947 volgde een bundel korte verhalen, door hemzelf geïllustreerd en in 1948 een boek over zijn lyrische schilderijen.

## Terug naar de familieboerderij en Molteno
In 1949 verliet Meintjes Kaapstad en vestigde zich op de boerderij van zijn familie Grootzeekoegat. Daar bracht hij vijf jaar in door in wat feitelijk eenzame afzondering was. Hij verliet de boerderij alleen om zijn werk in verschillende centra ten toon te stellen. In die tijd verscheen zijn boek over Anton Anreith, Zuid-Afrika's eerste beeldhouwer, alsmede een  toneelstuk (in medewerking met Uys Krige) dat de literaire prijs van de Nationale Adviesraad van de toenmalige Afdeling Volwassenenonderwijs kreeg toegekend. Hij nam ook zijn kunsttentoonstelling op in een tournee door de Vrijstaat. Vanaf 1954 verbleef hij deels in Johannesburg en deels op de boerderij nabij Molteno, met regelmatige tentoonstellingen in alle grote steden. In 1958 btacht hij opnieuw een bezoek aan Europa.
In 1955 verschenen er nog twee boeken van zijn hand, de ene over zijn ervaringen op de boerderij en de ander een roman, Storm(s)vlei, die de eerste prijs won in een competitie georganiseerd door de Stadsraad van Pretoria. Vervolgens verscheen zijn Complex Canvas, met veertig van zijn tekeningen en Dagboek 1, aantekeningen uit zijn dagboek (dat Meintjes 20 jaar eerder begon bij te houden). Dit gaf een boeiend beeld van het kunstleven in Zuid-Afrika. Dagboek 2 en 3 volgden later.
Schilderijen van Johannes Meintjes zijn al vroeg door vele instellingen en bekende verzamelaars dwars door Zuid-Afrika en in het buitenland aangekocht. In 1963 zei hij:  “Wanneer ek kyk na die massa materiaal wat in die afgelope sestien jaar oor my werk geskryf is, staan mens verbaas dat daar nog soveel uiteenlopende menings daaroor kan bestaan. Die bewonderaars en die vyande wat ek aan die begin gehad het, het ek vandag nog; daar is net meer van hulle.”

## Verder werk tijdens de jaren 1960
In 1963 volgden nog tentoonstellingen in Pretoria, Johannesburg en Kaapstad en een in de VSA. Op letterkundig gebied verscheen er zijn roman “Gister en vandag” en “Jeugjare”. Het jaar daarop waren er tentoonstellingen in Molteno, in Johannesburg en Washington en een groepstentoonstelling samen met onder meer George Boys, Gordon Vorster, Cecily Sash en Dirk Meerkotter op uitnodiging van de Rembrandt-kunststichting. 
In 1964 verschijnen er niet minder dan drie boeken van zijn hand: de roman “Mallemeule”, “Manor House” en “Portret van ’n Suid-Afrikaanse Dorp deur A Lomax: Molteno 1894 - 1909”, over die apotheker en fotograaf die op Molteno woonde in de bloeitijd veroorzaakt door de ontdekking van steenkool in de Stormbergreeks.

## Permanente terugkeer naar Grootzeekoegat
In 1965 ontving Meintjes een literaire prijs van PEN en ging hij weer de hele tijd wonen op de familieboerderij Grootzeekoegat, samen met zijn vrouw, Ronell Rossouw, met wie hij in 1960 getrouwd was. Er waren opnieuw tentoonstellingen in Kaapstad en Pretoria en hij publiceerde de biografie van Olive Schreiner, “Olive Schreiner Portrait of a South African Woman”. De voorzitter van de South African English Academy beschreef dit boek als de “beste studie tot dusver over Olive Schreiner”. Een tweede boek, “The Silent Conspiracy” verscheen in 1965. Ook hield hij een groepstentoonstelling samen met onder meer Lukas Sithole, Christo Coetzee, Maggie Laubser, Armando Baldinelli and Maud Sumner.
In 1966 volgden er tentoonstellingen van hem alleen in Johannesurg en op Molteno, alsmede een deelname aan de herdenking van het eerste lustrum van de uitroeping van de Republiek Zuid-Afrika in Pretoria en de opening van het Hester Rupert-kunstmuseum op Graaff-Reinet in een gebouw dat Anton Rupert in 1965 gered had toen bekend werd dat een petroleummaatschappij het wilde slopen om er een benzinestation neer te zetten. In hetzelfde jaar verscheen biografie over genl. Koos de la Rey, “De la Rey Lion of the West” (in Engels), die hij in opdracht geschreven had en als vervolgverhaal in The Star zag verschijnen. Dit soort opdrachten waren een belangrijk deel van zijn inkomen.
In 1967 volgde die publicatie, ook als vervolgverhaal, van deze biografie in een Afrikaanse krant. Meintjes werd nu aangesteld als erecurator van het George Vice-museum op Molteno en hield exposities in Kaapstad en Johannesburg.

## Laatste decennium
Meintjes' eerste expositie van de jaren zewentig was in Johannesburg. Ook verscheen in 1971 een biografie van een held van de Anglo-Boereoorlog, deze keer was dit genl. Piet Joubert: The Commandant General PJ Joubert alsook Sandile – The Fall of the Xhosa Nation en een bundel korte verhalen en essays Siembamba.
In 1972 waren er weer een expositie in Kaapstad en verscheen de tweede aflevering van zijn autobiografie. Dagboek 2. Hij vierde in 1973 zijn vijftigste verjaardag met een tentoonstelling in Johannesburg en werd aangesteld as uitvoerend lid van het museum van Burgersdorp. Het enige boek van zijn hand dat jaar was The Voortrekkers, dat later aan de Universiteit van Oxford als lesmateriaal voorgeschreven werd. 
De Suid-Afrikaanse Akademie vir Wetenskap en Kuns benoemde hem in 1974 als lid. Hij hield weer exposities  in Kaapstad en op Molteno en publiceerde een biografie van pres Paul Kruger en een gedenkboek ter viering van het eeuwfeest van zijn woonplaats, Dorp van drome: Molteno 1874 – 1974, in opdracht van de gemeente. 
In 1975 volgde nog een werk in opdracht, Sasol:1950 – 1975 (in Afrikaans zowel als Engels),  en Dagboek 3, het laatste deel van zijn autobiografie. Verder stelde hij zijn werken in Bloemfontein en Johannesburg tentoon.
In 1976  volgde een tentoonstelling in Sasolburg en verscheen zijn The Anglo Boer War 1899 – 1902: A Pictorial History tegelijkertijd in Afrikaans en Engels. Dit boek is later in het Duits en het Nederlands vertaald. Verder verscheen er een boek over de Tweede Boerenoorlog The Great War: Arthur Conan Doyle 1. 
In 1977 volgden er nog tentoonstellingen op Molteno, op Stellenbosch en in Bellville en verscheen With Bobs and Kruger: Frederic William Unger 2, zijn laatste boek tijdens zijn leven.
Een tentoonstelling op Lichtenburg in 1978 werd gevolgd door een prestigieuze groepstentoonstelling in het toenmalige Rhodesië in voornaamste steden, Salisbury en Bulawayo asalsme in Johannesburg, samen met Geoffrey Armstrong, Armando Baldinelli, Maud Sumner, Gordon Vorster, Walter Battiss en Rhona Stern.
In zijn laatste twee levensjaren, 1979 en 1980, stelde hij alleen maar bij de toenmalige Universiteit van Natal in Pietermaritzburg, op Ficksburg en bij de Universiteit van Port Elizabeth tentoon. Hij voltooide ook een manuscript van een gedenkbundel over het 100ste jaar van de NG-gemeente Molteno, Eeu van Genade: NG Kerk Molteno 1881 – 1981  dit is de kerk vanwaaruit hij begraven werd. De bundel verscheen postuum in 1981.
Zijn werklust hield aan tot het einde ondanks moeilijke omstandigheden. Nog twee dagen voor zijn dood in hartje winter in het ijzige noordoosten van de Kaap schreef hij in zijn dagboek: “My werkproduksie is baie deur Ronell se siekte gestrem, want ek moes regstaan vir alles. Die koue het ook nie gehelp nie. Ek voel heeltemal lam.” Op 7 juli 1980 schreef zij zelf in zijn dagboek: “Maandag 7 Julie 1980. Johannes vanoggend oorlede.”

### Biografie
1. Maggie Laubser. Monografie. 1944. 47 pp. HAUM. Kaapstad.
2. Anton Anreith. Sculptor 1754 - 1822. Monografie. 1951. 62 pp. Juta and Co Ltd, Kaapstad / Johannesburg.
3. Olive Schreiner: Portrait of a South African Woman. Biografie. 1965. 195 pp. Hugh Keartland Publishers, Johannesburg.
4. De la Rey - Lion of the West. Biografie. 1964. 432 pp. Hugh Keartland Publishers, Johannesburg.
5. President Steyn: A Biography. Biografie. 1969. 272 pp. Nationale Boekhandel, Kaapstad.
6. General Louis Botha: A Biography. 1970. 332 pp. Cassel, London.
7. Vader van Sy Volk: ’n Lewenskets van President MT Steyn. Biografie. 1970. 82 pp. Tafelberg-uitgevers, Kaapstad.
8. The Commandant-General (The Life and Times of Petrus Jacobus Joubert of the South African Republic: 1831 – 1900). Biografie. 1971. 220 pp. Tafelberg-uitgevers, Kaapstad.
9. President Paul Kruger: A Biography. Biografie. 1974. 295 pp. Cassel, Londen.

### Geschiedenis
1. Portret van ’n Suid-Afrikaanse Dorp, deur A Lomax: Molteno 1894 - 1909. Geschiedkundig. 1964. 127 pp. Bamboesberg-Uitgevers, Molteno.
2. Stormberg: A Lost Opportunity (The Anglo Boer War in the North-Eastern Cape Colony, 1899 - 1902). Geschiedenis. 1969. 209 pp. Nationale Boekhandel, Kaapstad.
3. Sword in the Sand: The Life and Death of Gideon Scheepers. Biografie. 1969. 242 pp. Tafelberg-uitgevers, Kaapstad.
4. Sandile: The Fall of the Xhosa Nation. Biografie. 1971. 312 pp. TV Bulpin, Kaapstad.
5. The Voortrekkers: The Story of the Great Trek and the Making of South Africa. Geskiedenis. 1973. 287 pp. Cassel, Londen.
6. The Great Boer War. By Arthur Conan Doyle (First Edition London 1902). Anglo-Boer War Reprint Library selected and introduced by Johannes Meintjes. Herdrukt door  C. Struik. 1976. 769 pp.
7. The Anglo-Boer War 1899-1902 A Pictorial History. Geschiedenis. 1976. 192 pp. Struik, Kaapstad.
8. Die Anglo-Boere Oorlog in Beeld 1899-1902. Geschiedenis. 1976. Struik, Kaapstad.
9. With ‘Bobs’ And Kruger - Experiences And Observations Of An American War Correspondent In The Field With Both Armies. By Frederic William Unger (First Edition 1901). Anglo-Boer War Reprint Library selected and introduced by Johannes Meintjes. Herdrukt door C. Struik (Pty) Ltd in 1977. 412 pp.
10. De Boerenoorlog in Beeld 1899-1902. Geschiedenis. 1978. 192. Fibula - Van Dishoeck, Haarlem.
11. Der Burenkrieg 1899-1902. Geschiedenis. 1979. 190 pp. Wells, München. Verlag Wessermühl.

### Werken in opdracht
1. Round Table in South Africa: 1948 - 1969. Werk in opdracht. 1970. 184 pp (manuscript). The National Association of Round Tables in South Africa.
2. Dorp van Drome: Die Geskiedenis van Molteno 1874 - 1974. Werk in opdracht. 1974. 173 pp. Gemeente Molteno.
3. Sasol: 1950 - 1975. Opdragwerk. 1975. 174 pp. Tafelberg-uitgewers, Kaapstad. (Afzonderlijke uitgaven in Afrikaans en Engels.)
4. Eeu van Genade: NG Kerk van Molteno: 1881 – 1981. Werk in opdracht. 1981. 83 pp. Kerkeraad: NG gemeente Molteno.

### Autobiografie
1. Frontier Family. Outobiografies. 1955. 166 pp (verkorte, oorspronkelijk 188 pp.). Central News Agency (Ltd), Johannesburg. Illustraties door Johannes Meintjes
2. Die Dagboek van Johannes Meintjes - Deel 1. Autobiografisch. 1961. 192 pp. Bamboesberg-Uitgevers, Molteno.
3. (Die) Jeugjare (van Johannes Meintjes). Outobiografies. 1963. 181 pp. Bamboesberg-Uitgevers, Molteno.
4. Die Dagboek van Johannes Meintjes - Deel 2. Autobiografie. 1972. 220 pp. Bamboesberg-Uitgevers, Molteno.
5. Die Dagboek van Johannes Meintjes - Deel 3. Autobiografie. 209 pp. Bamboesberg-Uitgevers, Molteno.
6. London Diaries

### Proza, drama
1. Kamerade. Kortverhale, sketse en essays. 1947. 126 pp. Anton Anreith Publishers, Kaapstad. Illustrasies deur Johannes Meintjes.
2. Die Blanke Stilte: ’n Toneelstuk in drie dele. 1952. 50 pp. Holloway Books (Pty) Ltd, Pretoria.
3. Storm(s)vlei. Roman. 1955. 195 pp. Afrikaanse Pers-Boekhandel, Johannesburg.
4. Die Soekendes. Toneelstuk. 1958. 41 pp. Afrikaanse Pers-Boekhandel, Johannesburg / Kaapstad.
5. Die Singende Reën. Roman. 1962. 119 pp. Bamboesberg-Uitgewers, Molteno.
6. Gister is Vandag. Roman. 1963. 184 pp. Afrikaanse Pers-Boekhandel, Johannesburg / Kaapstad.
7. Mallemeule. Roman. 1964. 155 bladsye. Afrikaanse Pers-Boekhandel, Johannesburg.
8. Manor House. Roman. 1964. 280 pp. Delacorte Press, New York.
9. The Silent Conspiracy. Roman. 1964. 269 pp. Michael Joseph, London.
10. Siembamba: ’n Versameling Verhale, Essays en Sketse. 1971. 89 pp. Afrikaanse Pers-Boekhandel, Johannesburg.

### Ander
1. Meintjes - Liriese Werk / Lyrical Works. Biografie. 1948. 77 pp, Anreith Press, Kaapstad. Text door Pieter Marincowitz, illustraties door Johannes Meintjes.
2. Sebastiaan. Gedig. 1948. 38 pp. Teks deur Pieter Marincowitz, illustraties door Johannes Meintjes.
3. Complex Canvass: A South African Approach. Geografies. 1960. 47 pp. Afrikaanse Pers-Boekhandel, Johannesburg / Kaapstad.